# Mike Barrett (basketspelare)
Michael Thomas "Mike" Barrett, född 5 september 1943 i Montgomery i West Virginia, död 8 augusti 2011 i Nashville i Tennessee, var en amerikansk basketspelare.
Barrett blev olympisk mästare i basket vid sommarspelen 1968 i Mexico City.